# テクノストラクチャー
テクノストラクチャーとは経済学用語の一つ。
経済学者のジョン・ケネス・ガルブレイスによって提唱された言葉である。企業の規模が大きくなるにつれ、その株主は少数であったのが大人数に分散していき、そこで株式会社は大株主などといった少数による所有物ではなくなる。このことから、企業の所有者は経営陣としての任に就く知識が豊富である専門家集団に移行していくという概念、およびこのことによって企業の経営陣となった連中のことを指す。これは、ガルブレイスによって著された「新しい産業国家」という名称の書籍で提唱されていた。